# Carmela Corren
Carmela Corren, nome d'arte di Carmela Bizman (כרמלה קורן; Tel Aviv, 13 febbraio 1938 – Londra, 16 gennaio 2022), è stata una cantante e attrice israeliana.

## Biografia
Durante l'infanzia Carmela sognava di diventare una ballerina, ma dovette rinunciare in seguito a un gravissimo infortunio. Decise allora di sfondare nella canzone. Venne scoperta nel 1956 da Ed Sullivan, che in quel periodo si trovava in Israele. Carmela, reduce dal servizio militare nell'esercito israeliano, fu da lui persuasa a recarsi a New York per apparire nel suo show. Ottenne subito una grande fama: successivamente andò in tour con Cliff Richard, cantando in diverse città inglesi e sudafricane. Raccolse poi consensi nell'area germanofona. Affermatasi anche come attrice sul grande e sul piccolo schermo, portò avanti le due carriere per molti anni.
All'inizio degli anni '60 firmò un contratto con l'etichetta Ariola, poi nel 1966 passò alla Vogue, per approdare quindi alla Decca nel 1968. 
Nel 1963 rappresentò l'Austria all'Eurovision Song Contest con la canzone Vielleicht geschieht ein Wunder e si classificò settima. 
Carmela Corren è morta a Londra il 16 gennaio 2022, all'età di 83 anni.

## Vita privata
Dal 1966 al 1970 fu sposata con il produttore musicale Horst Geiger, con cui mise al mondo un maschio e una femmina. Dopo il ritiro, la Corren visse prevalentemente negli USA, in Florida.